# Iron City (Georgia)
Iron City – miasto w Stanach Zjednoczonych, w stanie Georgia, w hrabstwie Seminole.